# Edmond Duplan
Pour les articles homonymes, voir Duplan.
Edmond Duplan est un auteur-compositeur-interprète, né le 20 septembre 1930 à Pouzac, dans les Hautes-Pyrénées. « Artiste populaire et troubadour bagnérais qui se qualifie de "chanteur pyrénéen" tout en renouvelant largement ce genre traditionnel », il s'exprime dans un « registre chaleureux, direct, entraînant ». Les paysages et les hommes des Pyrénées sont au cœur de son répertoire, tant en français qu'en gascon.
La chanson Le refuge (1982), dont le refrain cite un grand classique du pyrénéisme, est devenue à son tour un classique de la culture pyrénéenne, à la fois hymne rencontrant l'adhésion d'un vaste public et standard repris par de nombreux interprètes,

## Biographie
Edmond Duplan mène depuis 2012, loin de Paris, une carrière qui s'inscrit dans le mouvement de promotion des cultures régionales. Pourtant, de l'adolescence jusqu'à la cinquantaine, il vit en Île-de-France ; c'est là, en 1952, qu'il écrit sa première chanson Au revoir Pyrénées... Salut Paris. Sous le pseudonyme d'Edmond Dasté, il fait ses débuts sur scène dans les grandes brasseries qui accueillent alors des attractions. Il chante en première partie avec de grands noms de l'époque; il se produit également au cabaret, au music-hall (avec Fernand Raynaud en 1957 à Médrano) et aborde l'opérette avec le Visa pour l'amour de Francis Lopez qui triomphe à la Gaîté-Lyrique de 1961 à 1963.
Il décide alors de s'éloigner de la scène pour se consacrer à son métier de dessinateur publicitaire et à ses engagements bénévoles. C'est à partir de 1977 qu'il renoue avec la chanson et entame une nouvelle carrière sous son véritable nom : Edmond Duplan. Il publie plusieurs disques microsillons dont les arrangements sont confiés à Jean-Louis Beydon.
En 1980, il regagne la Bigorre. Tandis que son activité de chanteur prend son essor, il devient journaliste et dessinateur de presse et animateur de radio. Depuis les années 1990, il se consacre entièrement à la chanson. Il a écrit et composé environ 200 chansons qui, pour la plupart, ont fait l'objet d'enregistrements et rassemblé ses textes et partitions dans deux recueils.
Le 17 avril 2023 à la suite d'une allocution télévisée, Emmanuel Macron a chanté son titre Le refuge (1982) dans la rue accompagné de jeunes adeptes de la musique.

## Discographie
Disques microsillons
- 1979 : Nous reviendrons à Bagnères / La kermesse aux ânes (45 tours), Merjithur (réf. VA 79-04)
- 1980 : Canta Bigorra. Nouvelles chansons du folklore pyrénéen (33 tours), Merjithur (réf. VA 80-061). Publié simultanément dans le format cassette audio (réf. VA 80 061K)

Cassettes audio
Entre 1981 et 1995, Edmond Duplan enregistre sept cassettes audio qui ont fait l'objet, en 2007 et 2008, d'une réédition dans le format CD en quatre albums.
- 2007 : Le printemps de Pyrène (18 titres), Bayonne, Agorila (réf. AG CD 482)
- 2007 : L'Été de la Saint-Jean (18 titres), Bayonne, Agorila (réf. AG CD 492)
- 2007 : Aquarelle d'automne (17 titres), Bayonne, Agorila (réf. AG CD 507)
- 2008 : Noël sous la neige (18 titres), Bayonne, Agorila (réf. AG CD 523)

Disques compacts
- 1994 : Hymne à l'Adour (17 titres), Bayonne, Agorila (réf. AG CD 65). Publié simultanément sous forme de deux cassettes audio : Hymne à l'Adour (réf. AG 7-280) et Le refuge (réf. AG 7-281)
- 1998 : La Garonne en chantant... (15 titres), Bayonne, Agorila (réf. AG CD 207)
- 2002 : Concerto pyrénéen (16 titres), Bayonne, Agorila (réf. AG CD 334). Publié simultanément dans le format cassette audio (réf. AG 7-544)
- 2005 : Au revoir Pyrénées... salut Paris... (16 titres), Bayonne, Agorila (réf. AG CD 445)
- 2007 : Au rugby... (10 titres), Bayonne, Agorila (réf. AG CD 484 - 2007)
- 2011 : Quand chante le Sud-Ouest (19 titres), Bayonne, Agorila (réf. AG CD 647)

Enregistrements thématiques
Edmond Duplan est, par ailleurs, l'auteur d'une dizaine de chansons consacrées au rugby qu'il a enregistrées sur divers supports.
- Vive l'ovale (45 tours), Voxigrave, 197? (réf. VX 7130)
- Rugby canta (33 tours), Discovale, 1978 (réf. WM 29). Avec un texte introductif du rugbyman Pierre Albaladejo.
- Le tournoi (45 tours), Agorila, 1983 (réf. AG 60-98)
- Edmond Duplan... à dix mètres ! (10 titres), Bayonne, Agorila, 2007 (réf. AG CD 484). Réédition dans le format CD d'une cassette audio enregistrée au début des années 1980.

## Filmographie
Concerts filmés
- Spectacle (DVD), Bouilh-Péreuilh (Hautes-Pyrénées), Nosauts de Bigòrra-Institut d'études occitanes, coll. « Oralitat de Gasconha, vol. 9 », 2010 (Réalisateur : Fabrice Bernissan)

Film et téléfilm
- 1984 : L'an mil, Jean-Dominique de la Rochefoucauld (réal.), TF1
- 1990 : Le Provincial, Christian Gion (réal.). Réédition en DVD en janvier 2011 par L.C.J. Éditions et Productions

## Sources
Biographie
- Archives départementales des Hautes-Pyrénées, Carton Edmond Duplan (manuscrits, affiches, etc.), no  d'entrée 2008-0049, cote 82 J
- Edmond Duplan, Florilège de chansons. Tome 1
- Edmond Duplan, Florilège de chansons. Tome 2

Discographie
- Catalogue de la Bibliothèque nationale de France
- Catalogue des disques Agorila
- Edmond Duplan, Florilège de chansons. Tome 2

Filmographie
- Le provincial, fiche Ciné-Ressources de la Bibliothèque du film
- Edmond Duplan, Florilège de chansons. Tome 2

Bibliographie
- Catalogue de la Bibliothèque nationale de France
- Catalogue de la bibliothèque de Toulouse
- Catalogue de la médiathèque de Lourdes